# Pseudodiploexochus mascarenicus
Pseudodiploexochus mascarenicus is een pissebed uit de familie Armadillidae. De wetenschappelijke naam van de soort is voor het eerst geldig gepubliceerd in 1983 door Taiti & Franco Ferrara.